# Polvo de Ángel (cómic)
Polvo de Ángel (Christine) es un personaje ficticio que aparece en los cómics estadounidenses publicados por Marvel Comics. Creado por el escritor Geoff Johns y el artista Shawn Martinbrough, el personaje apareció por primera vez en Morlocks # 1 (junio de 2002).
El personaje es interpretado por Gina Carano en la película de 2016 Deadpool.

## Biografía del personaje ficticio
Cuando la joven mutante asustada Polvo de Ángel huyó para unirse a la facción de Chicago de los Morlocks, que dejó atrás a sus padres desesperados, que no tenían ni idea de a dónde fue o por qué ella se había ido.
Después de que Polvo de Ángel y los otros Morlocks juraron ayudarse unos a otros a resolver un problema "sobre el suelo", ella regresó a su casa a decirle a sus padres la verdad por la que pensó que la echarían de la familia para siempre: era una mutante. Para sorpresa de Polvo de Ángel, sus padres la aceptaron por quién era, pero no fue hasta después de que había ayudado a sus compatriotas a derrotar una base de Centinelas que Polvo de Ángel regresó finalmente a casa para siempre.
Se confirmó que había perdido sus poderes después de los eventos de la historia de 2005 "Decimación".

## Poderes y habilidades
Polvo de Ángel tiene la habilidad de aumentar su adrenalina, ganando fuerza sobrehumana por un corto tiempo. Su fuerza varía de ser capaz de levantar 800 libras a ser capaz de levantar 25 toneladas, en función de sus niveles de adrenalina. Su velocidad, agilidad y resistencia también se han mejorado. Sin embargo, ella solo puede usar sus poderes por un corto tiempo antes de agotarse. Cuando ella usa sus poderes, aparecen líneas oscuras en su cara.

## En otros medios

### Película
- Gina Carano interpreta al personaje en la película de 2016 Deadpool.[5] En lugar de ser una superheroína adolescente con habilidades mutantes naturales, es una adulta que ganó sus poderes mediante la experimentación de Ajax, en cuyo empleo trabaja Angel Dust. Además, sus poderes no parecen ser tan dependientes de una oleada temporal de adrenalina. Los límites hacia arriba de su fuerza física también parecen ser más altos en la versión cinematográfica, ya que es capaz de resistir el combate mano a mano con Coloso.